# Philéas Gagnon
Philéas Gagnon, né le 6 mai 1854 à Québec et mort le 25 mars 1915 à Québec, est un tailleur, politicien et bibliophile canadien français. Il est aussi connu pour avoir développé la collection Gagnon, acquise par la ville de Montréal en 1910 et qui a permis de justifier la création de la première bibliothèque publique de la métropole.

## Biographie

### Enfance et formation
Philéas Gagnon naît à Saint-Roch de Québec le 6 mai 1854 et il est le premier des huit enfants d’Hortense Caron et de Charles Gagnon, un menuisier devenu commerçant. Il commence ses études avec les instituteurs Charles Dion et Honoré Rousseau à Québec et poursuit à l’Académie Saint-Jean-Baptiste de Charles-Joseph Lévesque Lafrance. 

### Vie de famille
Le 29 janvier 1883, à l'église Saint-Roch de Québec, Philéas Gagnon épouse Annie Mary Smith, fille du boucher Joseph Smith et d’Honorah O’Donoghue, avec qui il fonde une famille de dix enfants.

### Vie professionnelle
Vers 1869, Philéas Gagnon devient apprenti tailleur chez Jean-Baptiste Bédard et poursuit ses apprentissages quelques années chez David Morgan. À l’âge de 20 ans, il fait la demande d’un permis de commerce auprès de l’hôtel de ville de Québec, une formalité qui s’étire de mars 1874 à mai 1875, puis il installe son commerce de tailleur au coin nord-est des rues Sainte-Marguerite et de la Chapelle. En 1884, Philéas Gagnon transforme son commerce de tailleur en société dans le but de partager les tâches commerciales avec Philéas Turgeon, son apprenti-tailleur,.
Vers la fin des années 1880, Gagnon amorce une carrière dans la vie politique. Le 11 mai 1888, il est élu à titre de conseiller municipal du quartier Jacques-Cartier, fonction qu’il occupera jusqu’en 1892.
En 1885, Philéas Gagnon publie son Essai de bibliographie canadienne, un catalogue qui détaille méticuleusement le contenu de sa collection et qui lui permet de démontrer qu’il possède les compétences pour réaliser des recherches historiques et consciencieuse. Grâce son Essai, Gagnon obtient la réputation d’érudit et de chercheur en histoire, ce qui lui permet de percer dans le milieu des archives et d’être nommé en tant que conservateur des Archives judiciaires du district de Québec le 18 février 1898 et cesse d’exercer le métier de tailleur. Le 25 février 1909, il poursuit sa carrière en tant que Député protonotaire de la Cour supérieure pour le district de Québec.
Il meurt le 25 mars 1915 dans sa ville natale et est inhumé quatre jours plus tard au cimetière Notre-Dame-de-Belmont à Sainte-Foy .

## Collection Gagnon
Au même moment qu’il ouvre son commerce de tailleur, Gagnon s'intéresse à la bibliophilie lorsqu'il découvre par hasard, vers 1875, quelques numéros dépareillés d'une ancienne revue dans un grenier. À cette époque, le milieu des bibliophiles canadiens, constitué d'hommes réputés tels que Louis-Édouard Bois, Henri-Raymond Casgrain, Pierre-Joseph-Olivier Chauveau et Narcisse-Henri-Édouard Faucher de Saint-Maurice, est très fermé et quasi aristocratique. Pour s'y intégrer, Gagnon compense son manque d'éducation par une curiosité intellectuelle hors norme, une méthode rigoureuse et une intuition bibliophilique indéniable dans le développement de sa collection.
Gagnon développe sa collection en faisant l’acquisition d’ouvrages anciens portant sur l’histoire du Canada, de la colonisation à la fin du XIXe siècle. Lorsqu'il démarre ses activités de collectionnement, Gagnon fait de nouvelles acquisitions dans les encans de livres dans la région de Québec, notamment auprès de Joseph-Octave Lemieux, commissaire-priseur à Québec.
À compter de 1884, il se tourne vers l’étranger pour poursuivre ses activités de collectionneur. Par le biais de la revue spécialisée The Bookmart, il reçoit des catalogues et des listes qui répertorient la vente d’ouvrages anciens ou nouveaux. Durant l’été 1884, Gagnon publie son premier catalogue pour mieux orienter le développement de sa collection, mais également pour le publiciser dans la revue The Bookmart pour vendre certaines pièces de sa collection, notamment les doublons. De 1884 à 1909, Gagnon publie environ 39 catalogues de vente.
Au fil des années, Philéas Gagnon sélectionne soigneusement ses acquisitions. Par exemple, de 1886 à 1895, il suit les ventes aux enchères, mais il réduit le nombre de ses acquisitions en sélectionnant « une pièce rare ou [d’]un document permettant de compléter une série, pour lui ou pour un ami ». En 1895, Philéas Gagnon publie son Essai de bibliographie canadienne : inventaire d'une bibliothèque comprenant imprimés, manuscrits, estampes, etc. relatifs à l'histoire du Canada et des pays adjacents avec des notes bibliographiques. L’ouvrage n’est pas réellement un essai, mais plutôt un catalogue qui inventorie le contenu de sa collection qui comprenait 3 747 livres.
À compter de 1890, Philéas Gagnon fait plusieurs tentatives dans le but de vendre sa collection. En 1890, il propose à la Bibliothèque de la législature, mieux connue aujourd’hui sous le nom de la Bibliothèque de l’Assemblée nationale du Québec, puis en 1905 au gouvernement fédéral. En 1909, Philéas Gagnon donne à l’abbé Nazaire Dubois, directeur de l’École normale Jacques-Cartier et bibliophile, une option d’achat qui lui permet de vendre sa collection jusqu’au 2 décembre 1909, et ce, pour la somme de 31 000 $. L’abbé Dubois propose à plusieurs institutions d’acheter la collection Gagnon dont l’Université Laval à Montréal, qui refuse l’achat par manque de fonds, ainsi que la Ville de Montréal. La collection Gagnon plaît au clergé, car elle est consacrée à l’histoire, une discipline qui, contrairement à la littérature, ne subit pas la censure des ecclésiastiques. Plusieurs échevins approuvent l’acquisition de la collection Gagnon dont Joseph Lespérance qui est d’avis qu’elle « sera le moyen d’avoir bientôt une bibliothèque municipal [sic] digne de Montréal ». Après deux prolongations de l’option de vente, le Conseil municipal de la Ville de Montréal accepte l’achat de la collection le 21 janvier 1910 pour la somme de 31 000 $. L’acquisition de la collection Gagnon relance le projet de fonder une bibliothèque publique à Montréal, car la bibliothèque, logée dans un local au Monument national, n'est pas assez spacieuse pour accueillir la collection Gagnon dans les rayons.

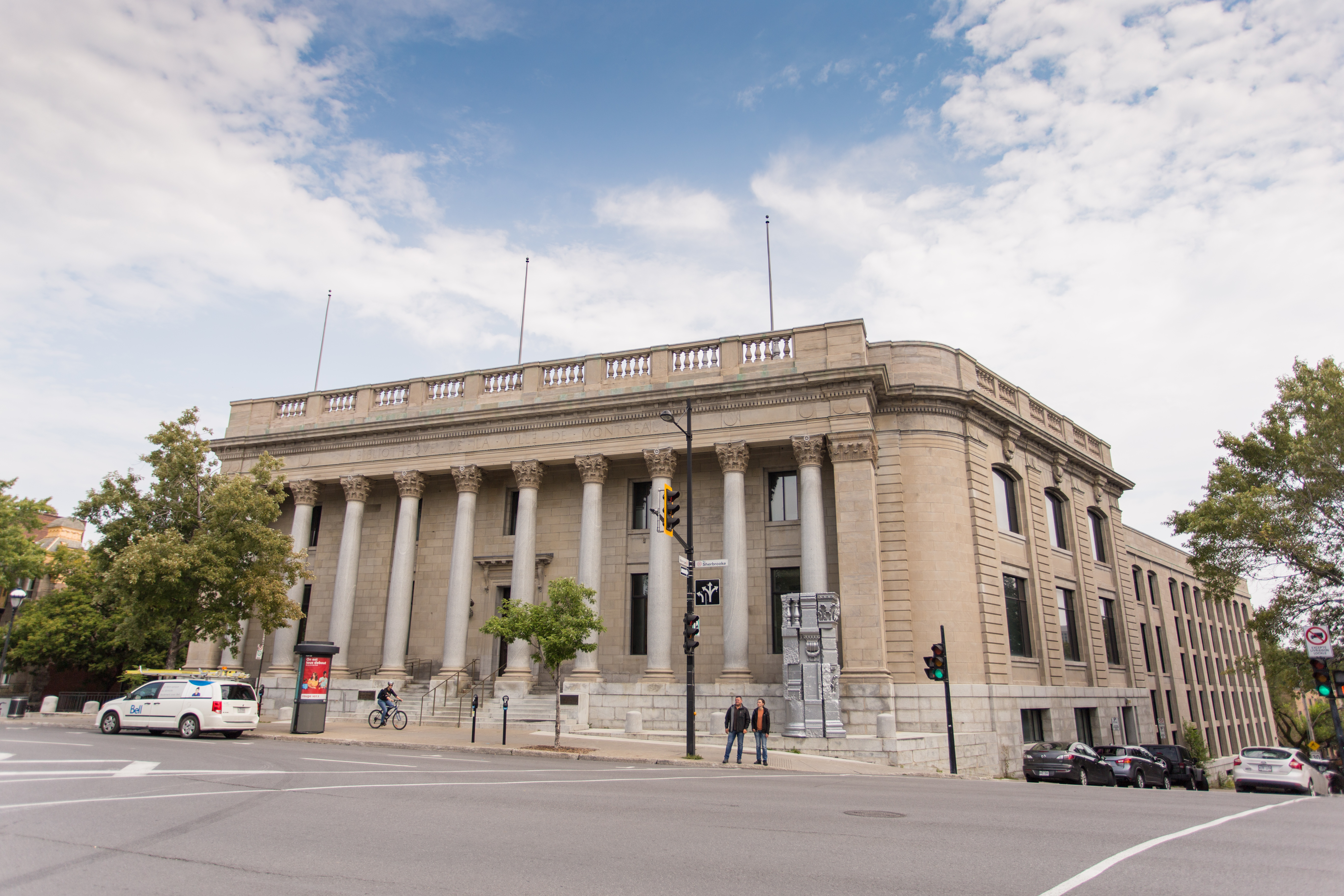
Bibliothèque municipale de Montréal fondée en 1917. Aujourd'hui, l'édifice porte le nom de Gaston-Miron

Le 15 février 1910, Frédéric Villeneuve, bibliothécaire en chef de la bibliothèque du Monument national, se déplace à l’Hôtel de ville de Sainte-Cunégonde, lieu qui accueille également la Bibliothèque publique et gratuite de Sainte-Cunégonde, pour inventorier le contenu des 64 caisses de la collection Gagnon pour un total de 12 479 pièces. Puisque la Ville de Montréal ne possède pas un lieu assez spacieux pour rendre la collection Gagnon accessible, les boîtes contenant les pièces de Canadiana (d) sont entreposées dans les chambres fortes du Trust Royal jusqu’au 23 mai 1917, soit jusqu'après l’inauguration de la Bibliothèque municipale de Montréal qui a eu lieu le 13 mai 1917,. En plus de faire l’inventaire, Villeneuve est autorisé, le 23 juillet 1910, à rédiger le deuxième volume de l’Essai de bibliographie canadienne, qui est publié en 1913. 
Durant plusieurs années, la collection Gagnon demeure le noyau de la collection de la Bibliothèque de Montréal. Toutefois, plusieurs ajouts seront faits au fil du temps. Par exemple, la collection d'Aegidius Fauteux et d’Édouard-Zotique Massicotte, ajoutées respectivement en 1941 et en 1942, ont bonifié la collection Gagnon,.
La collection Gagnon est inestimable en ce qui a trait au patrimoine bibliographique québécois et canadien. Elle comprend des récits de voyage dont le recueil de Giovanni Battista Ramusio intitulé Delle Navigationi et viaggi qui relate le voyage de Jacques Cartier au Canada, une gravure d’Hochelaga et une carte de la Nouvelle-France. Elle propose aussi des récits de découvreurs ou d’historiens, dont les Voyages de Champlain et l’Histoire véritable et naturelle […] du Pays de la Nouvelle France de Pierre Boucher. La collection Gagnon possède plusieurs pièces sur les autochtones et leurs rencontres avec les missionnaires dont le Mœurs des Sauvages Amériquains […] du père Joseph-François de Lafitau et de La vie de la B. Catherine Tegakoüita […] du père Claude Chauchetière. Plusieurs documents de la collection s’intéressent à la fondation de Montréal, notamment le livre rare Les véritables motifs de Messieurs et Dames de la Société Nostre Dame de Montréal, pour la conversion des Sauvages de la Nouvelle France, publié en 1643 et qui précise les motifs pour fonder une colonie à Montréal, soit de convertir les autochtones à la religion catholique. En plus des livres, collection Gagnon comprend des livres, des brochures, des journaux, des revues, des estampes, des gravures, des portraits, des plans, des cartes, des ex-libris et des manuscrits,.
Depuis 2005, la collection est conservée par la Bibliothèque et Archives nationales du Québec, soit l'année de l'ouverture du nouvel édifice,.

## Publications
- Essai de bibliographie canadienne : inventaire d'une bibliothèque comprenant imprimés, manuscrits, estampes, etc. relatifs à l'histoire du Canada et des pays adjacents, avec des notes bibliographiques, Québec, imprimé pour l'auteur, 1895. https://www.canadiana.ca/view/oocihm.03756
- Essai de bibliographie canadienne : tome II, inventaire d'une bibliothèque comprenant imprimés, manuscrits, estampes, etc. relatifs à l'histoire du Canada et des pays adjacents ajoutés à la collection Gagnon, depuis 1895 à 1910 inclusivement, d'après les notes bibliographiques et le catalogue de l'auteur, Québec : Cité de Montréal, 1913. https://www.canadiana.ca/view/oocihm.03757